# Wilhelm Berkefeld
Wilhelm Berkefeld (ur. 29 maja 1836 w Lüneburgu, zm. 8 kwietnia 1897 w Celle) – wynalazca i fabrykant niemiecki.

## Rodzina
Urodził się jako syn kupca Wilhelma Heinricha Christopha Berkefelda (zm. 1871) i Luise Magdaleny z domu Mennrich (1808–89). W 1885 poślubił w Celle Agnes Nordmeyer (1850–86), córkę nauczyciela i siostrę chemika Hermanna Nordmeyera (1847–1911). Małżeństwo miało jedną córkę.

## Życiorys

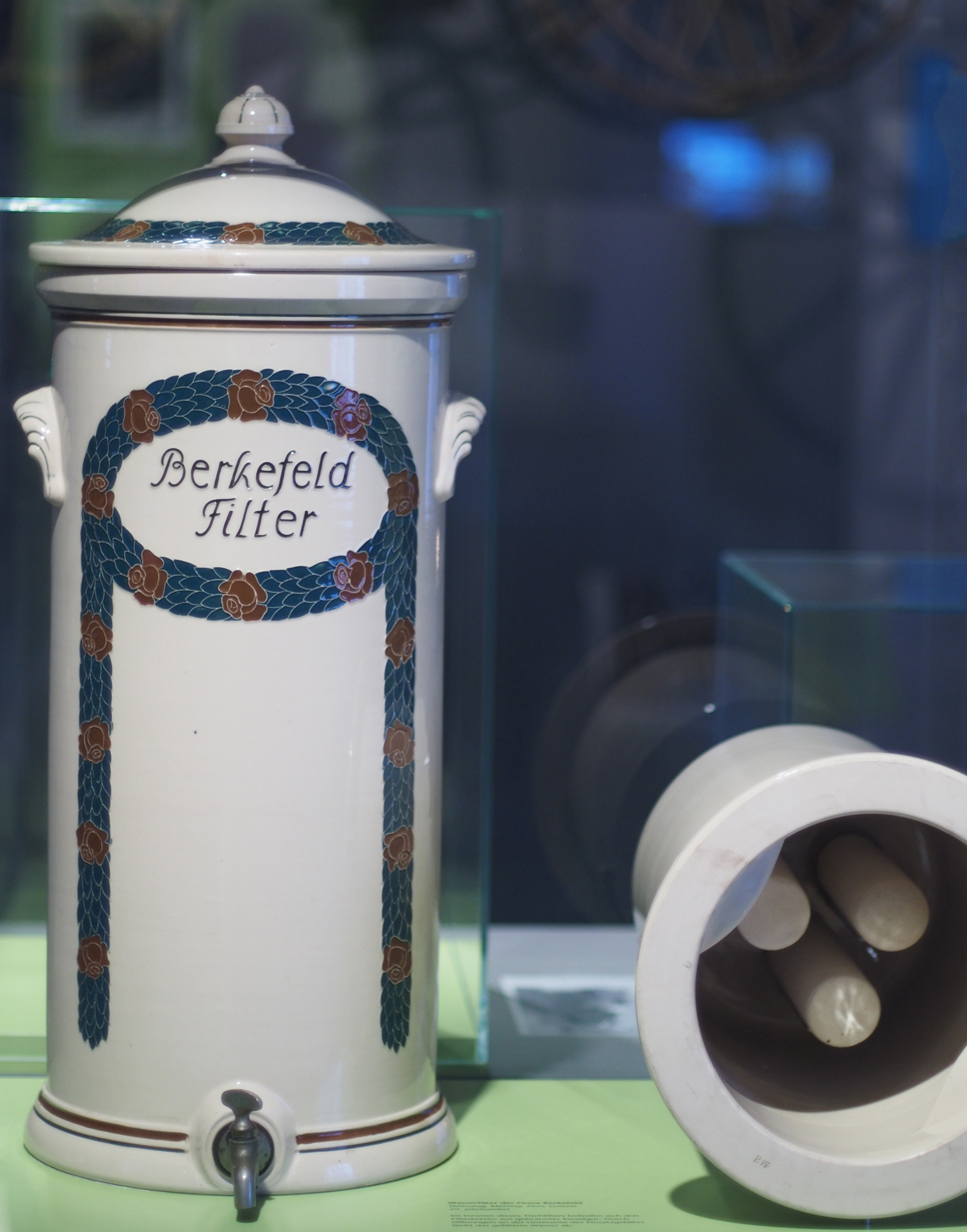
Filtr z fabryki Berkefelda z widocznymi trzema wkładami filtracyjnymi z ziemi okrzemkowej

Początkowo pracował jako sprzedawca w papierni. Jego wynalazki i działalność przemysłowa były związane z zastosowaniami ziemi okrzemkowej, na którą przypadkiem natknął się w czasie polowania na terenie Pustaci Lüneburskiej. W 1869 uzyskał prawo do jej wydobycia. Pierwszym produktem, który z niej wytwarzał w założonej w 1879 fabryce, była masa do izolacji termicznej instalacji parowych. Został także dostawcą Alfreda Nobla, który sprowadzał od niego oczyszczoną ziemię okrzemkową do produkcji dynamitu.
Kolejny wynalazek Berkefelda został dokonany we współpracy ze szwagrem Hermannem Nordmeyerem. Uwagę Berkefelda zwróciła niezwykła czystość wody zbierającej się w jego kopalni. Podjął zatem próby sprawdzenia, czy ziemia okrzemkowa ma własności filtracyjne. Po długich staraniach zdołali wspólnie opracować technologię produkcji filtrów do wody wypalanych z ziemi okrzemkowej. Były one pokazywane na wystawie w Londynie, gdzie zostały nagrodzone. Następnie weszły na rynek w obudowie z porcelany, wytwarzane przez nową fabrykę Berkefeld-Filter założoną w 1892 w Celle. Ich pierwsze zastosowanie miało miejsce w czasie epidemii cholery w Hamburgu w 1892, kiedy dowiodły swojej skuteczności w odfiltrowywaniu bakterii z wody pitnej. Kolejne szerokie ich zastosowanie miało miejsce w czasie wojny rosyjsko-japońskiej.  
Firma Berkefeld-Filter pozostawała własnością rodzinną do 1978 roku, po czym po serii połączeń stała się częścią Veolia (2022).